# Kalderasch

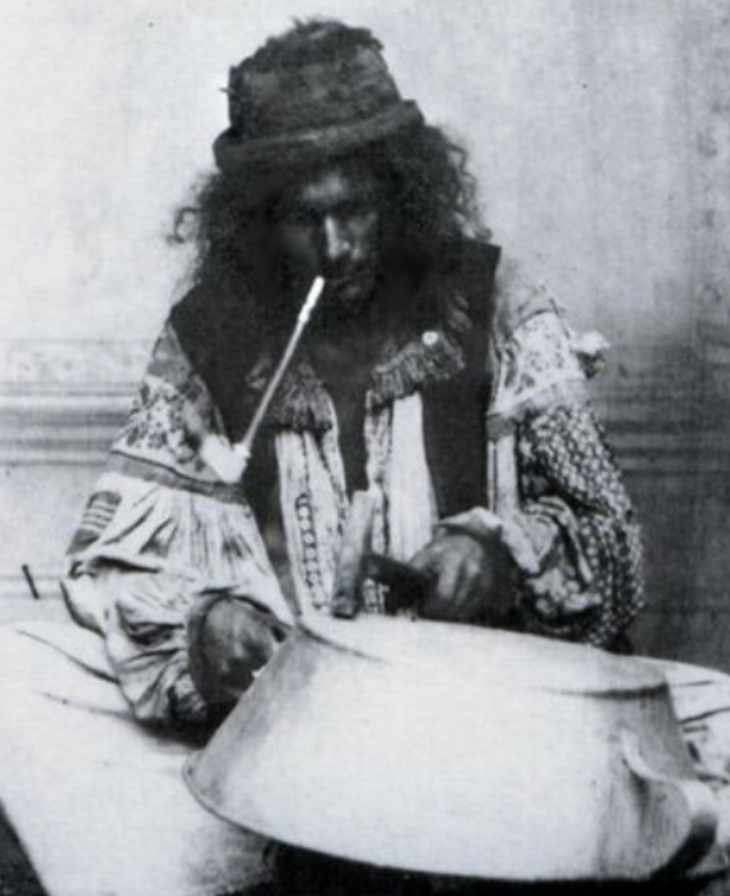
Kalderasch-Kesselschmied in Ungarn 1892.

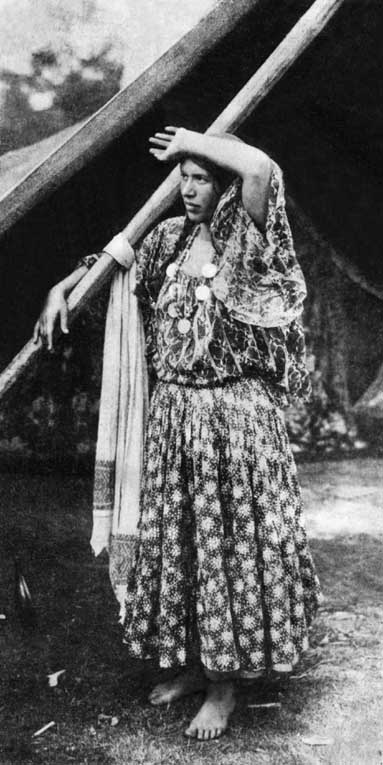
Junge Frau in der Tracht der Kalderasch 1925 in Moskau.

Kalderasch (auch Kalderaš, Kalderash, Kalderasha, Kalderara, Kelderara und Kaldera, früher auch Kaldera-Zigeuner genannt) ist die Bezeichnung einer Gruppe der Roma, die sich vor Zeiten auf das Handwerk der Kupferschmiede spezialisiert hatte. Der Name Kalderaš ist vom rumänischen Wort căldărar „Kesselschmied“ (zu căldare „Kessel“), abgeleitet.
Ursprünglich besonders in Rumänien, darüber hinaus aber auch in ganz Südosteuropa beheimatet, wandten sich die Kalderascha-Gruppen nach Westen und sind mittlerweile die wohl weltweit am weitesten verbreitete Untergruppe der Roma. Auch in Deutschland leben etliche Kalderascha, von denen viele nach dem Zweiten Weltkrieg aus Polen kamen, einige wanderten auch in die Vereinigten Staaten aus. Die österreichischen Kalderaš kamen hauptsächlich als Gastarbeiter ab den 1960er Jahren aus dem Raum Serbien, sie gelten als recht gut integriert.
Die Sprache der Kalderascha gehört zu den Vlax-Dialekten des Romanes, gliedert sich aber in zahlreiche Unterdialekte.
Unter den französischen Kalderascha gelangte der Schriftsteller Matéo Maximoff zu einiger Bekanntheit.
Unter den schwedischen Kalderascha war Dimitri Taikon nicht nur Oberhaupt eines großen Familienverbandes, sondern trat auch durch seine Erzählkunst hervor. Es bestehen umfangreiche Aufzeichnungen seiner Interpretationen von Roma-Märchen sowie eigener Ausformungen von Märchen und Sagenstoffen seiner Gastländer. Als Kinderbuchautorin wurde Katarina Taikon bekannt. Sie setzte sich für die Roma-Bewegung in Schweden ein.